# Edith Master
Edith Master (n. 25 august 1932, New York City, New York, SUA – d. 18 august 2013, New York City, New York, SUA) a fost o sportivă ce a reprezentat Statele Unite ale Americii, medaliată olimpică. A participat la o ediție a Jocurilor Olimpice (1976) în care a câștigat o medalie de bronz.